# Сражение у Доггер-банки (1915)
Сраже́ние у До́ггер-ба́нки (англ. Battle of Dogger Bank, нем. Gefecht auf der Doggerbank) — морское сражение, состоявшееся 24 января 1915 года во время Первой мировой войны между германской эскадрой вице-адмирала Франца Хиппера, выполнявшей рейд к Доггер-банке, и английской эскадрой линейных крейсеров вице-адмирала Дэвида Битти, посланной для её перехвата.
Более сильная британская эскадра вынудила германское соединение покинуть поле боя. Во время сражения тяжёлые повреждения получил флагманский корабль адмирала Хиппера — линейный крейсер «Зейдлиц», на котором после попадания снаряда и последовавшего возгорания боезапаса были уничтожены две кормовые башни главного калибра. Британский командующий адмирал Битти из-за повреждений своего флагмана — линейного крейсера «Лайон» — вынужден был выйти из боя. Командование британским соединением перешло контр-адмиралу Арчибальду Муру. Из-за неразберихи в приказах, не проявив инициативы, Мур сосредоточил свои усилия на потоплении отставшего от немецкой колонны повреждённого броненосного крейсера «Блюхер». В результате действия британцев имели ограниченный успех, хотя у них были хорошие шансы нанести противнику сокрушительное поражение.
По результатам боя свои посты потеряли два адмирала. За плохое планирование операции поста лишился командующий Флотом открытого моря Фридрих фон Ингеноль. Попавший в немилость первому морскому лорду Адмиралтейства Джону Фишеру британский адмирал Гордон Мур был переведён командовать эскадрой крейсеров, базировавшейся на далёких от основного театра боевых действий Канарских островах.

## Предыстория
Первые месяцы войны показали, что довоенные планы германского командования по ослаблению британского флота путём использования минных постановок и атак подводных лодок себя не оправдали. Германский флот начал использовать тактику набегов линейных крейсеров первой разведывательной группы на британское побережье. Первый набег на Ярмут состоялся 3 ноября 1914 года, а 16 декабря 1914 года германские корабли обстреляли Хартлпул, Скарборо и Уитби. Эти рейды были проведены германским флотом по трём причинам. Во-первых, осенью 1914 года 18 британским линкорам противостояли 17 германских. Часть британского флота могла выйти на перехват германских кораблей. Операции германских линейных крейсеров поддерживались всеми линейными силами Флота открытого моря, поэтому направленные на перехват британские корабли были бы уничтожены, что склонило бы общий баланс сил в пользу германского флота. Во-вторых, обстрел побережья, по расчётам, должен был отрицательно сказаться на моральном духе жителей Великобритании, надеявшихся на защиту своего флота. В-третьих, эти операции служили одновременно и прикрытием для постановки мин непосредственно у побережья противника.
В результате обстрелов побережья пострадали мирные жители. Эти нападения противоречили практике ведения войны и были осуждены британской общественностью. Набеги стали первыми обстрелами британского побережья со времён войн с Голландией в XVII веке. Адмиралтейство подверглось жёсткой критике за неспособность помешать действиям германского флота. Для противодействия набегам было решено передислоцировать корабли Королевского флота. Перед Рождеством 1914 года линейные крейсера Битти были переведены из Кромарти в Росайт, откуда им было бы легче перехватить следующий рейд. Вместе с ними в Росайте находилась 3-я эскадра линейных кораблей под командованием адмирала Брэдфорда, состоявшая из броненосцев типа «Кинг Эдуард VII».
К концу 1914 года была сформирована одна из секций Британского Адмиралтейства — «комната 40». 26 августа 1914 года лёгкий немецкий крейсер «Магдебург» сел на камни у острова Оденсхольм в устье Финского залива. Немцы уничтожили все документы и взорвали корабль, но русские водолазы, обследовав дно, обнаружили два экземпляра сигнальной книги, один из которых был передан британцам. В октябре британцы получили книгу кодов для вспомогательных судов, а в ноябре с одного из миноносцев — книгу кодов по коммуникации между кораблями внешних морей и сопровождающими их судами. Благодаря этим книгам британцы сумели расшифровать германские военно-морские коды. Взлом кода позволил читать перехватываемые радиограммы противника. С конца ноября 1914 года «комната 40» начала регулярную дешифровку перехваченных радиограмм. На руку британцам играло и то, что в германском флоте радиограммы нашли широкое применение и этим способом передавались практически все приказы и распоряжения. Впервые использование данных расшифровки попытались осуществить во время вылазки германского флота к британским берегам 16 декабря 1914 года. Британцы, узнав об операции, направили на перехват германских крейсеров линейные крейсера Битти и 2-ю эскадру линкоров. Но они не знали, что в море находился весь Флот открытого моря под командованием фон Ингеноля и немцы имели значительное преимущество в кораблях. Флот Германии, таким образом, получил реальную возможность уничтожить часть британского флота. По словам морского министра Альфреда фон Тирпица, Ингеноль «держал в своих руках судьбу Германской империи», но не смог воспользоваться этим шансом и упустил британские корабли.

## Планы сторон

### Германия
После рейда к Хартлпулу наступило временное затишье. Германский флот планировал провести «Операцию 21» — вылазку к побережью Британии с постановкой минного заграждения в заливе Ферт-оф-Форт. В ней должны были быть задействованы линейные крейсера, а дальнее прикрытие должны были осуществлять линкоры. Но в январе 1915 года сильные штормы следовали один за другим, поэтому следующий выход в море линейных крейсеров Хиппера постоянно откладывался. На совещании 22 января 1915 года было решено перенести операцию как минимум на 6—7 февраля. В связи с этим линейный крейсер «Фон дер Танн» был отправлен на плановый 12-дневный ремонт, а 3-я эскадра линкоров, состоявшая из самых современных линкоров типов «Кайзер» и «Кёниг», ушла на учения в Балтийское море.
Но 23 января 1915 года установилась хорошая погода, и начальник Адмиралштаба вице-адмирал Эккерман (нем. Richard Eckermann), являвшийся сторонником активных действий, предложил осуществить давно планировавшуюся вылазку к Доггер-банке. Корабли должны были выйти из Яде ночью, с тем чтобы выйти к Доггер-банке утром и вечером вернуться назад. Миноносцы под прикрытием крейсеров должны были разогнать рыболовецкие суда, находившиеся на службе у противника, а при обнаружении там британских лёгких сил их следовало уничтожить. Более масштабная операция не планировалась, так как Флот открытого моря не мог оказать поддержку — в распоряжении командующего флотом фон Ингеноля находились только семь дредноутов: четыре корабля типа «Нассау» и три — типа «Остфрисланд». Ингеноль был противником проведения операции без прикрытия линкорами. Но накануне, 19 января, Гранд-Флит был замечен в Немецкой бухте, и Ингеноль считал, что британские корабли будут находиться в порту на загрузке угля. Благодаря этому соображению и давлению Адмиралштаба он дал распоряжение о проведении операции.

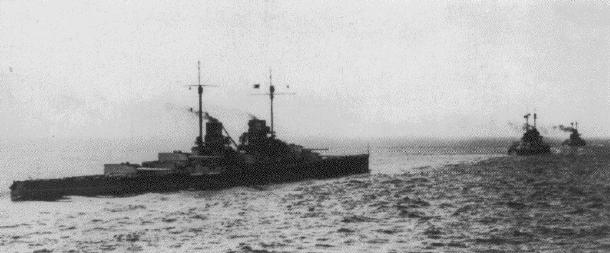
Германские линейные крейсера выходят в море перед битвой на Доггер-банке. Справа налево «Зейдлиц», «Мольтке» и «Дерфлингер»

В 10:25 командующему первой разведывательной группой Хипперу была направлена радиограмма с приказом о проведении операции силами первой и второй разведывательных групп при поддержке двух флотилий миноносцев. Вечером 23 января в море вышли I разведывательная группа в составе линейных крейсеров «Зейдлиц» (флагман Хиппера), «Мольтке», «Дерфлингер», броненосного крейсера «Блюхер» и II разведывательная группа, состоявшая из лёгких крейсеров «Штральзунд», «Грауденц», «Росток» и «Кольберг». Вместе с ними вышли миноносцы II флотилии и 2-й и 18-й полуфлотилий. В состав соединения не вошли линейный крейсер «Фон дер Танн» и лёгкий крейсер «Страсбург», находившиеся на плановом ремонте. Линейные крейсера шли кильватерной колонной: впереди шёл «Зейдлиц», за ним «Мольтке», «Дерфлингер» и «Блюхер». Лёгкие крейсера находились в охранении. Впереди шли «Грауденц» и «Штральзунд», справа «Росток» и слева «Кольберг». Каждому лёгкому крейсеру была придана полуфлотилия миноносцев.

### Великобритания
Благодаря работе «комнаты 40» Британское Адмиралтейство узнало о выходе соединения Хиппера уже через полтора часа после отправления радиограммы. Осведомительная служба, находившаяся под командованием контр-адмирала Генри Оливера, наконец сыграла свою роль. Командующему Гранд-Флитом Джону Джеллико, Битти и Эдварду Брэдфорду в Росайт ушла телеграмма:

Четыре немецких линейных крейсера, шесть лёгких крейсеров и двадцать два эсминца выйдут сегодня вечером на разведку к Доггер-банке, вероятно, их возвращение запланировано на завтрашний вечер. Все имеющиеся в наличии линейные и лёгкие крейсера с эсминцами должны следовать из Росайта к месту встречи с противником с расчётом прибыть туда в 7:00 утра. Коммодор Тирвит со всеми лёгкими крейсерами и эсминцами из Харвича должен присоединиться к вице-адмиралу Битти возле места рандеву с неприятелем. Если противник будет обнаружен коммодором Тирвитом, он должен быть атакован. Соблюдать строжайшее радиомолчание, радиопереговоры возможно использовать только в случае крайней необходимости.
Оригинальный текст (англ.)FOUR GERMAN BATTLE CRUISERS, SIX LIGHT CRUISERS AND TWENTY-TWO DESTROYERS WILL SAIL THIS EVENING TO SCOUT ON DOGGER BANK, PROBABLY RETURNING TOMORROW EVENING. ALL AVAILABLE BATTLE CRUISERS, LIGHT CRUISERS AND DESTROYERS FROM ROSYTH SHOULD PROCEED TO RENDEZVOUS, ARRIVING AT 7 A.M. TOMORROW. COMMODORE T [TYRWHITT] IS TO PROCEED WITH ALL AVAILABLE DESTROYERS AND LIGHT CRUISERS FROM HARWICH TO JOIN VICE ADMIRAL LION [BEATTY] AT 7 A.M. AT ABOVE RENDEZVOUS. IF ENEMY IS SIGHTED BY COMMODORE T WHILE CROSSING THEIR LINE OF ADVANCE, THEY SHOULD BE ATTACKED. WIRELESS TELEGRAPHY IS NOT TO BE USED UNLESS ABSOLUTELY NECESSARY.

В операции были задействованы практически все наличные силы Гранд-Флита. Поздно ночью из Харвича вышел отряд коммодора Роджера Кийза (англ. Roger Keyes), состоявший из четырёх подводных лодок и эсминцев, и отправился к Гельголанду и Эмсу. Вслед за ним на соединение с Битти в районе северо-восточного края Доггер-банки последовал коммодор Реджинальд Тирвит (англ. Reginald Tyrwhitt) с лёгкими крейсерами «Аретьюза», «Аурора», «Андаунтед» и эсминцами.
Из Росайта вышли основные силы: 1-я («Лайон», «Принцесс Ройал», «Тайгер», под командованием Битти) и 2-я («Нью Зиленд» и «Индомитебл», под командованием контр-адмирала Арчибальда Мура) эскадры линейных крейсеров. Их сопровождала 1-я эскадра лёгких крейсеров коммодора Вильяма Гуденафа (англ. William Goodenough): «Саутгемптон», «Бирмингем», «Ноттингем» и «Лоустофт».
В 40 милях на северо-запад от Доггер-банки, чтобы воспрепятствовать прорыву Хиппера и для возможной помощи Битти, должны были находиться 3-я эскадра линейных кораблей Брэдфорда (семь броненосцев типа «Кинг Эдуард VII») и 3-я крейсерская эскадра Пэкенхема (три броненосных крейсера типа «Девоншир»). Адмирал Джеллико с основными силами Гранд-Флита — эскадрами дредноутов — должен был выйти утром, чтобы к полудню находиться приблизительно посередине между Абердином и Ютландией. Его должны были сопровождать 1-я, 2-я и 6-я эскадра крейсеров (броненосные крейсера) и 2-я эскадра лёгких крейсеров контр-адмирала Тревилиана Нэпира (четыре лёгких крейсера).

## Сражение

### Силы сторон

#### Германия
По данным:
| Корабль                                            | Корабль                                            | Год постройки                                      | Нормальное водоизмещение, т                        | Скорость номинальная / максимальная на испытаниях, уз. | Вооружение                                                                |
| 1-я разведывательная группа (контр-адмирал Хиппер) | 1-я разведывательная группа (контр-адмирал Хиппер) | 1-я разведывательная группа (контр-адмирал Хиппер) | 1-я разведывательная группа (контр-адмирал Хиппер) | 1-я разведывательная группа (контр-адмирал Хиппер)     | 1-я разведывательная группа (контр-адмирал Хиппер)                        |
| -------------------------------------------------- | -------------------------------------------------- | -------------------------------------------------- | -------------------------------------------------- | ------------------------------------------------------ | ------------------------------------------------------------------------- |
| SMS Seydlitz (1912)                                | линейный крейсер «Зейдлиц»                         | 1913                                               | 24 988                                             | 26,5 28,13                                             | 5×2×280-мм/50; 12×1×150-мм; 12 88-мм; 4×500-мм ТА                         |
| SMS Moltke (1910)                                  | линейный крейсер «Мольтке»                         | 1912                                               | 22 979                                             | 25,5 28,4                                              | 5×2 280-мм/50; 12×150-мм/50; 12×1 88-мм/45; 4×88-мм зенитных; 4×500-мм ТА |
| SMS Derfflinger (1913)                             | линейный крейсер «Дерфлингер»                      | 1914                                               | 26 600                                             | 26,5 25,5                                              | 4×2 305-мм/50; 12×150-мм/45; 4×88-мм; 4×500-мм ТА                         |
| SMS Blücher (1908)                                 | броненосный крейсер «Блюхер»                       | 1908                                               | 15 842                                             | 24,5 25,4                                              | 6×2 210-мм/45; 8×1 150-мм/45; 16×1 88-мм/45; 4×450-мм ТА                  |
| 2-я разведывательная группа                        |                                                    |                                                    |                                                    |                                                        |                                                                           |
| SMS Stralsund (1911)                               | лёгкий крейсер «Штральзунд» (типа «Магдебург»)     | 1912                                               | 4570                                               | 27 28,2                                                | 12×1 105-мм; 2×500-мм ТА                                                  |
| SMS Graudenz (1913)                                | лёгкий крейсер «Грауденц» одноимённого типа        | 1914                                               | 4912                                               | 27,5 28,2                                              | 12×1 105-мм; 4×500-мм ТА                                                  |
| SMS Rostock (1912)                                 | лёгкий крейсер «Росток» типа «Карлсруэ»            | 1914                                               | 4900                                               | 27,8 29,3                                              | 12×1 105-мм; 2×500-мм ТА                                                  |
| SMS Graudenz (1913)                                | бронепалубный крейсер «Кольберг»                   | 1910                                               | 4362                                               | 25,5 26,3                                              | 12×1 105-мм; 2×450-мм ТА                                                  |

| Приданные миноносцы                    | Приданные миноносцы        | Приданные миноносцы     | Приданные миноносцы         | Приданные миноносцы                                    | Приданные миноносцы        |
| Корабль                                | Корабль                    | Год постройки           | Нормальное водоизмещение, т | Скорость номинальная / максимальная на испытаниях, уз. | Вооружение                 |
| 5-я флотилия миноносцев                | 5-я флотилия миноносцев    | 5-я флотилия миноносцев | 5-я флотилия миноносцев     | 5-я флотилия миноносцев                                | 5-я флотилия миноносцев    |
| -------------------------------------- | -------------------------- | ----------------------- | --------------------------- | ------------------------------------------------------ | -------------------------- |
|                                        | миноносец G 12 типа G-7    | 1912                    | 573                         | 32 33                                                  | 2×88-мм/30, 4×500-мм ТА    |
| 9-я полуфлотилия                       |                            |                         |                             |                                                        |                            |
|                                        | миноносец V 1 типа V 1     | 1912                    | 569                         | 32 32,9                                                | 2×88-мм/30; 4 ТА×500-мм ТА |
|                                        | миноносец V 4 типа V 1     | 1912                    | 569                         | 32 32,9                                                | 2×88-мм/30; 4 ТА×500-мм ТА |
|                                        | миноносец V 5 типа V 1     | 1912                    | 569                         | 32 32,9                                                | 2×88-мм/30; 4 ТА×500-мм ТА |
| 10-я полуфлотилия                      |                            |                         |                             |                                                        |                            |
|                                        | миноносец G 7 типа G 7     | 1912                    | 573                         | 32 33                                                  | 2×88-мм/30, 4×500-мм ТА    |
|                                        | миноносец G 8 типа G 7     | 1912                    | 573                         | 32 33                                                  | 2×88-мм/30, 4×500-мм ТА    |
|                                        | миноносец G 9 типа G 7     | 1912                    | 573                         | 32 33                                                  | 2×88-мм/30, 4×500-мм ТА    |
|                                        | миноносец G 11 типа G 7    | 1912                    | 573                         | 32 33                                                  | 2×88-мм/30, 4×500-мм ТА    |
|                                        | миноносец V 2 типа V 1     | 1912                    | 569                         | 32 32,9                                                | 2×88-мм/30; 4×500-мм ТА    |
| один миноносец из состава 7-й флотилии |                            |                         |                             |                                                        |                            |
|                                        | миноносец S 178 типа S-176 | 1910                    | 566                         | 32 32,9                                                | 2×88-мм/35; 4×500-мм ТА    |
| 15-я полуфлотилия                      |                            |                         |                             |                                                        |                            |
|                                        | миноносец V 181 типа V-180 | 1910                    | 650                         | 32 33,3                                                | 2×88-мм/35; 4×500-мм ТА    |
|                                        | миноносец V 182 типа V-180 | 1910                    | 650                         | 32 33,3                                                | 2×88-мм/35; 4×500-мм ТА    |
|                                        | миноносец V 185 типа V-180 | 1910                    | 650                         | 32 33,3                                                | 2×88-мм/35; 4×500-мм ТА    |
| 18-я полуфлотилия                      |                            |                         |                             |                                                        |                            |
|                                        | эсминец V 29 типа V 25     | 1914                    | 812                         | 33,5 36,3                                              | 3×88-мм/45; 6×500-мм ТА    |
|                                        | эсминец V 30 типа V 25     | 1914                    | 812                         | 33,5 36,3                                              | 3×88-мм/45; 6×500-мм ТА    |
|                                        | эсминец S 33 типа S-31     | 1914                    | 802                         | 33,5 34,2                                              | 3×88-мм/45; 6×500-мм ТА    |
|                                        | эсминец S 34 типа S-31     | 1914                    | 802                         | 33,5 34,2                                              | 3×88-мм/45; 6×500-мм ТА    |
|                                        | эсминец S 35 типа S-31     | 1914                    | 802                         | 33,5 34,2                                              | 3×88-мм/45; 6×500-мм ТА    |

#### Великобритания
По данным:
| Корабль                                                                   | Корабль                                                   | Год постройки                                       | Нормальное водоизмещение, т                         | Скорость номинальная / максимальная на испытаниях, уз. | Вооружение                                            |
| 1-я эскадра линейных крейсеров (вице-адмирал Битти)                       | 1-я эскадра линейных крейсеров (вице-адмирал Битти)       | 1-я эскадра линейных крейсеров (вице-адмирал Битти) | 1-я эскадра линейных крейсеров (вице-адмирал Битти) | 1-я эскадра линейных крейсеров (вице-адмирал Битти)    | 1-я эскадра линейных крейсеров (вице-адмирал Битти)   |
| ------------------------------------------------------------------------- | --------------------------------------------------------- | --------------------------------------------------- | --------------------------------------------------- | ------------------------------------------------------ | ----------------------------------------------------- |
| HMS Lion (1910)                                                           | линейный крейсер «Лайон»                                  | 1912                                                | 26 270                                              | 28 27,62                                               | 4×2×343-мм/45; 16×1×102/50-мм; 4×47-мм; 2 × 533-мм ТА |
| HMS Princess Royal (1911)                                                 | линейный крейсер «Принцесс Ройал» типа «Лайон»            | 1912                                                | 26 270                                              | 28 28,5                                                | 4×2×343-мм/45; 16×1×102/50-мм; 4×47-мм; 2 × 533-мм ТА |
| HMS Tiger (1913)                                                          | линейный крейсер «Тайгер»                                 | 1914                                                | 28 430                                              | 28 29,07                                               | 4×2×343-мм/45; 12×1×152/45-мм; 2×76-мм; 4 × 533-мм ТА |
| 2-я эскадра линейных крейсеров (контр-адмирал Мур)                        |                                                           |                                                     |                                                     |                                                        |                                                       |
| HMS New Zealand (1911)                                                    | линейный крейсер «Новая Зеландия» типа «Индефатигебл»     | 1912                                                | 18 500                                              | 25 26,39                                               | 4×2×305-мм/45; 16×1×102/50-мм; 3 × 533-мм ТА          |
| HMS Indomitable (1907)                                                    | линейный крейсер «Индомитебл» типа «Инвинсибл»            | 1908                                                | 17 526                                              | 25 26,1                                                | 4×2×305-мм/45; 16×1×102/50-мм; 5 × 457-мм ТА          |
| 1-я эскадра лёгких крейсеров (коммодор Гуденаф (англ. William Goodenough) |                                                           |                                                     |                                                     |                                                        |                                                       |
| HMS Southampton (1912)                                                    | лёгкий крейсер «Саутгемптон», тип «Таун» подтип «Чатам»   | 1912                                                | 5486                                                | 25,5                                                   | 8×152-мм/45; 4×47-мм; 2 × 533-мм ТА                   |
| HMS Birmingham (1913)                                                     | лёгкий крейсер «Бирмингем», тип «Таун» подтип «Бирмингем» | 1914                                                | 5527                                                | 25,5                                                   | 9×152-мм/45; 4×47-мм; 2 × 533-мм ТА                   |
|                                                                           | лёгкий крейсер «Ноттингем», тип «Таун» подтип «Бирмингем» | 1914                                                | 5527                                                | 25,5                                                   | 9×152-мм/45; 4×47-мм; 2 × 533-мм ТА                   |
| HMS Lowestoft (1913)                                                      | лёгкий крейсер «Лоустофт», тип «Таун» подтип «Бирмингем»  | 1914                                                | 5527                                                | 25,5                                                   | 9×152-мм/45; 4×47-мм; 2 × 533-мм ТА                   |

| Гарвичский отряд (коммодор Тирвит (англ. Reginald Tyrwhitt), флаг на «Аретьюзе») | Гарвичский отряд (коммодор Тирвит (англ. Reginald Tyrwhitt), флаг на «Аретьюзе») | Гарвичский отряд (коммодор Тирвит (англ. Reginald Tyrwhitt), флаг на «Аретьюзе») | Гарвичский отряд (коммодор Тирвит (англ. Reginald Tyrwhitt), флаг на «Аретьюзе») | Гарвичский отряд (коммодор Тирвит (англ. Reginald Tyrwhitt), флаг на «Аретьюзе») | Гарвичский отряд (коммодор Тирвит (англ. Reginald Tyrwhitt), флаг на «Аретьюзе») |
| Корабль                                                                          | Корабль                                                                          | Год постройки                                                                    | Нормальное водоизмещение, т                                                      | Скорость номинальная / максимальная на испытаниях, уз.                           | Вооружение                                                                       |
| 10-я флотилия эсминцев (капитан 2-го ранга Мид)                                  | 10-я флотилия эсминцев (капитан 2-го ранга Мид)                                  | 10-я флотилия эсминцев (капитан 2-го ранга Мид)                                  | 10-я флотилия эсминцев (капитан 2-го ранга Мид)                                  | 10-я флотилия эсминцев (капитан 2-го ранга Мид)                                  | 10-я флотилия эсминцев (капитан 2-го ранга Мид)                                  |
| -------------------------------------------------------------------------------- | -------------------------------------------------------------------------------- | -------------------------------------------------------------------------------- | -------------------------------------------------------------------------------- | -------------------------------------------------------------------------------- | -------------------------------------------------------------------------------- |
| HMS Arethusa (1913)                                                              | лёгкий крейсер «Аретьюза», тип «Аретьюза»                                        | 1914                                                                             | 3810                                                                             | 30 28,5                                                                          | 2×152-мм/45; 6×102-мм/45; 1×47-мм; 4 × 533-мм ТА                                 |
|                                                                                  | эсминец «Метеор» типа «М» проект Торникофт                                       | 1914                                                                             | 996                                                                              | 35                                                                               | 3×102-мм/45; 4 × 533-мм ТА                                                       |
|                                                                                  | эсминец «Мастифф» типа «М» проект Торникрофт                                     | 1914                                                                             | 996                                                                              | 35                                                                               | 3×102-мм/45; 4 × 533-мм ТА                                                       |
|                                                                                  | эсминец «Миранда» типа «М» проект Ярроу                                          | 1914                                                                             | 863                                                                              | 35                                                                               | 3×102-мм/45; 4 × 533-мм ТА                                                       |
|                                                                                  | эсминец «Минос» типа «М» проект Ярроу                                            | 1914                                                                             | 863                                                                              | 35                                                                               | 3×102-мм/45; 4 × 533-мм ТА                                                       |
|                                                                                  | эсминец «Милн» типа «М», адмиралтейский проект                                   | 1914                                                                             | 914                                                                              | 34                                                                               | 3×102-мм/45; 4 × 533-мм ТА                                                       |
|                                                                                  | эсминец «Моррис» типа «М», адмиралтейский проект                                 | 1914                                                                             | 914                                                                              | 34                                                                               | 3×102-мм/45; 4 × 533-мм ТА                                                       |
|                                                                                  | эсминец «Ментор» типа «М» проект Хаутхорн                                        | 1914                                                                             | 1072                                                                             | 35                                                                               | 3×102-мм/45; 4 × 533-мм ТА                                                       |
| 3-я флотилия эсминцев (капитан 1-го ранга Сент-Джон)                             |                                                                                  |                                                                                  |                                                                                  |                                                                                  |                                                                                  |
| HMS Undaunted (1914)                                                             | лёгкий крейсер «Андаунтед», тип «Аретьюза»                                       | 1914                                                                             | 3810                                                                             | 30 28,5                                                                          | 2×152-мм/45; 6×102-мм/45; 1×47-мм; 4 × 533-мм ТА                                 |
|                                                                                  | эсминец «Лукаут» типа «Лафорей»                                                  | 1914                                                                             | ≈1000                                                                            | 29                                                                               | 3×102-мм/40; 4 × 533-мм ТА                                                       |
|                                                                                  | эсминец «Лисандер» типа «Лафорей»                                                | 1913                                                                             | ≈1000                                                                            | 29 29,91                                                                         | 3×102-мм/40; 4 × 533-мм ТА                                                       |
|                                                                                  | эсминец «Лэндрейл» типа «Лафорей»                                                | 1914                                                                             | ≈1000                                                                            | 29 32,56                                                                         | 3×102-мм/40; 4 × 533-мм ТА                                                       |
|                                                                                  | эсминец «Лорел» типа «Лафорей»                                                   | 1913                                                                             | ≈1000                                                                            | 29 31,42                                                                         | 3×102-мм/40; 4 × 533-мм ТА                                                       |
|                                                                                  | эсминец «Либерти» типа «Лафорей»                                                 | 1913                                                                             | ≈1000                                                                            | 29 30,39                                                                         | 3×102-мм/40; 4 × 533-мм ТА                                                       |
|                                                                                  | эсминец «Лаэртес» типа «Лафорей»                                                 | 1913                                                                             | ≈1000                                                                            | 29 31,16                                                                         | 3×102-мм/40; 4 × 533-мм ТА                                                       |
|                                                                                  | эсминец «Люцифер» типа «Лафорей»                                                 | 1913                                                                             | ≈1000                                                                            | 29                                                                               | 3×102-мм/40; 4 × 533-мм ТА                                                       |
|                                                                                  | эсминец «Лафорей» типа «Лафорей»                                                 | 1913                                                                             | ≈1000                                                                            | 29 29,95                                                                         | 3×102-мм/40; 4 × 533-мм ТА                                                       |
|                                                                                  | эсминец «Лоуфорд» типа «Лафорей»                                                 | 1913                                                                             | ≈1000                                                                            | 29 30,84                                                                         | 3×102-мм/40; 4 × 533-мм ТА                                                       |
|                                                                                  | эсминец «Лайдиард» типа «Лафорей»                                                | 1914                                                                             | ≈1000                                                                            | 29 29,57                                                                         | 3×102-мм/40; 4 × 533-мм ТА                                                       |
|                                                                                  | эсминец «Луис» типа «Лафорей»                                                    | 1913                                                                             | ≈1000                                                                            | 29 29,78                                                                         | 3×102-мм/40; 4 × 533-мм ТА                                                       |
|                                                                                  | эсминец «Легион» типа «Лафорей»                                                  | 1914                                                                             | ≈1000                                                                            | 29 30,09                                                                         | 3×102-мм/40; 4 × 533-мм ТА                                                       |
|                                                                                  | эсминец «Лак» типа «Лафорей»                                                     | 1913                                                                             | ≈1000                                                                            | 29 29,53                                                                         | 3×102-мм/40; 4 × 533-мм ТА                                                       |
| 1-я флотилия эсминцев (капитан 1-го ранга Николсон)                              |                                                                                  |                                                                                  |                                                                                  |                                                                                  |                                                                                  |
| HMS Aurora (1913)                                                                | лёгкий крейсер «Аурора», тип «Аретьюза»                                          | 1914                                                                             | 3810                                                                             | 30 28,5                                                                          | 2×152-мм/45; 6×102-мм/45; 1×47-мм; 4 × 533-мм ТА                                 |
|                                                                                  | эсминец «Ахерон» типа «Ахерон» подтип Торникрофт                                 | 1911                                                                             | 790                                                                              | 29 29,41                                                                         | 2×102-мм/40; 2×76-мм; 2 × 533-мм ТА                                              |
|                                                                                  | эсминец «Ариэль» типа «Ахерон» подтип Торникрофт                                 | 1911                                                                             | 790                                                                              | 29 29,49                                                                         | 2×102-мм/40; 2×76-мм; 2 × 533-мм ТА                                              |
|                                                                                  | эсминец «Эттек» типа «Ахерон» подтип Ярроу                                       | 1911                                                                             | 790                                                                              | 28 30,63                                                                         | 2×102-мм/40; 2×76-мм; 2 × 533-мм ТА                                              |
|                                                                                  | эсминец «Хидра» типа «Ахерон» адмиралтейский подтип                              | 1911                                                                             | 790                                                                              | 27 28,10                                                                         | 2×102-мм/40; 2×76-мм; 2 × 533-мм ТА                                              |
|                                                                                  | эсминец «Феррет» типа «Ахерон» адмиралтейский подтип                             | 1911                                                                             | 790                                                                              | 27 30,10                                                                         | 2×102-мм/40; 2×76-мм; 2 × 533-мм ТА                                              |
|                                                                                  | эсминец «Форестер» типа «Ахерон» адмиралтейский подтип                           | 1911                                                                             | 790                                                                              | 27 29,58                                                                         | 2×102-мм/40; 2×76-мм; 2 × 533-мм ТА                                              |
|                                                                                  | эсминец «Дефендер» типа «Ахерон» адмиралтейский подтип                           | 1911                                                                             | 790                                                                              | 27 28,31                                                                         | 2×102-мм/40; 2×76-мм; 2 × 533-мм ТА                                              |
|                                                                                  | эсминец «Друид» типа «Ахерон» адмиралтейский подтип                              | 1911                                                                             | 790                                                                              | 27 28,27                                                                         | 2×102-мм/40; 2×76-мм; 2 × 533-мм ТА                                              |
|                                                                                  | эсминец «Хорнет» типа «Ахерон» адмиралтейский подтип                             | 1911                                                                             | 790                                                                              | 27 28,78                                                                         | 2×102-мм/40; 2×76-мм; 2 × 533-мм ТА                                              |
|                                                                                  | эсминец «Тигресс» типа «Ахерон» адмиралтейский подтип                            | 1911                                                                             | 790                                                                              | 27 28,07                                                                         | 2×102-мм/40; 2×76-мм; 2 × 533-мм ТА                                              |
|                                                                                  | эсминец «Сэндфлай» типа «Ахерон» адмиралтейский подтип                           | 1911                                                                             | 790                                                                              | 27 27,22                                                                         | 2×102-мм/40; 2×76-мм; 2 × 533-мм ТА                                              |
|                                                                                  | эсминец «Джакал» типа «Ахерон» адмиралтейский подтип                             | 1911                                                                             | 790                                                                              | 27                                                                               | 2×102-мм/40; 2×76-мм; 2 × 533-мм ТА                                              |
|                                                                                  | эсминец «Госхоук» типа «Ахерон» адмиралтейский подтип                            | 1911                                                                             | 790                                                                              | 27 28,38                                                                         | 2×102-мм/40; 2×76-мм; 2 × 533-мм ТА                                              |
|                                                                                  | эсминец «Феникс» типа «Ахерон» адмиралтейский подтип                             | 1911                                                                             | 790                                                                              | 27 27,86                                                                         | 2×102-мм/40; 2×76-мм; 2 × 533-мм ТА                                              |
|                                                                                  | эсминец «Лэпвинг» типа «Ахерон» адмиралтейский подтип                            | 1911                                                                             | 790                                                                              | 27 27,28                                                                         | 2×102-мм/40; 2×76-мм; 2 × 533-мм ТА                                              |

### Начало сражения

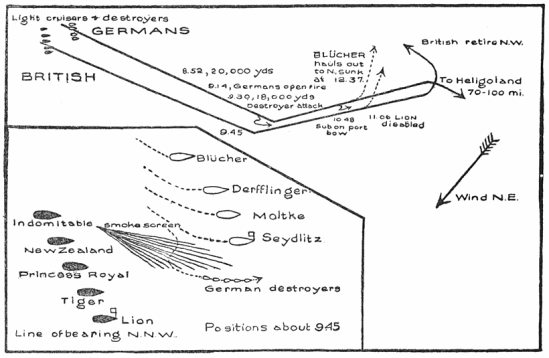
Схема боя, опубликована в 1920 году

Британские корабли приближались к Доггер-банке, соблюдая строжайшее радиомолчание. Дул лёгкий северо-восточный ветер. Битти встретился с крейсерами Гуденафа около 6:30. Лёгкие крейсера держались левее линейных, в пяти милях (9,2 км) от них. Битти шёл курсом на юг. Вскоре после первых лучей солнца, в 7:10 на этом курсе был обнаружен Тирвит на «Аретьюзе» с семью новыми эсминцами типа «М». Крейсера «Аурора» и «Андаунтед» с остальными эсминцами отстали и шли в 30 милях (55,5 км) позади «Аретьюзы».
В 7:15 шедшая курсом на север с получасовым опозданием «Аурора» в рассветной мгле увидела очертания трёхтрубного крейсера. Думая, что это «Аретьюза», прожектором «Аурора» запросила опознавательный сигнал. На самом деле это был лёгкий крейсер «Кольберг», шедший в германском соединении слева. «Кольберг» с расстояния в 40 кабельтовых (7,4 км) открыл частый артиллерийский огонь. Он добился трёх незначительных попаданий в британский крейсер, но в ответ через несколько минут получил два попадания, одно из них в район мостика, и отвернул на восток.
«Кольберг» доложил Хипперу о густых дымах на севере. Одновременно «Штральзунд» доложил о многочисленных дымах на северо-востоке. Хиппер в темноте, не имея данных о численности противника, решил не рисковать, идя в неизвестность, и, отдав приказ развернуться на юго-восток, стал ждать рассвета. Вспышки боя «Ауроры» и «Кольберга» были замечены с британского «Саутгемптона», а вскоре в 7:30 поступило донесение с «Ауроры». Битти в 7:35 отдал приказ идти юго-восточным курсом на выстрелы, развив скорость 22 узла.
Вскоре после поворота германского соединения им слева по борту были обнаружены четыре крейсера Гуденафа. «Блюхер» доложил о трёх крейсерах и многочисленных эсминцах соединения Тирвита. За этими силами виднелись и другие дымы, которые принадлежали ещё не обнаруженным немцами линейным крейсерам Битти. Хиппер решил, что наличие большого количества лёгких крейсеров вызвано нахождением в этом районе тяжёлых британских кораблей. Учитывая, что германские тяжёлые корабли не могли оказать ему поддержку, Хиппер решил не менять курс, продолжив путь на юго-восток. Германские большие крейсера шли со скоростью 20 узлов. Миноносцы получили приказ выйти вперёд, а идущий концевым в германской колонне «Блюхер» получил разрешение открыть огонь по приблизившимся британским эсминцам. В 7:45 Хиппер передал в Вильгельмсхафен информацию, что он находится в точке с координатами 54°53′ с. ш. 3°30′ в. д. и идёт курсом на юго-восток, преследуемый британским соединением в составе «восьми больших кораблей, одного лёгкого крейсера и двенадцати эсминцев». Командование флота отдало приказ линейным кораблям сосредоточиться на рейде Шиллинг. Но так как путь Хипперу в Германскую бухту закрыт не был, и считалось, что опасность ему не угрожает, они не получили приказа выходить в море.
В 7:50 по левому борту от себя, в 14 милях впереди, Битти увидел дымы германских крейсеров. Из-за многочисленных дымов рассмотреть противника было сложно, и эсминцы типа «М» получили приказ подойти ближе к противнику и произвести разведку. К 8:15 они смогли приблизиться к германскому соединению на 45 кабельтовых (8,3 км). Немцы изменили курс, чтобы обстрелять британские корабли, и «Блюхер» своим огнём отогнал подошедшие слишком близко эсминцы. К 8:45 Битти по многочисленным донесениям понял, что перед ними четыре больших германских крейсера.
Битти решил занять удобное для боя наветренное положение и к 8:15 шёл с противником на параллельных курсах, постепенно увеличивая ход. Скорость германского соединения была ограничена 23 узлами из-за медленного «Блюхера». В 8:10 британские линейные крейсера получили приказ развить ход 24 узлов, в 8:16 — 25, в 8:23 — 26, в 8:34 — 27, в 8:43 — 28, в 8:54 — 29. «Индомитебл» на испытаниях развил скорость 25 узлов, а «Нью Зиленд» — 26. Машинные команды работали на пределе сил, крейсера превысили свои показатели на испытаниях и получили благодарность Битти. Но угнаться за более быстрыми «кошками» они не могли и стали отставать. Битти сознательно пошёл на разделение своих сил, чтобы как можно быстрее догнать противника, хотя скорость в 29 узлов была слишком большой даже для «кошек» — на испытаниях её смог выдать только «Тайгер».
В 8:00 расстояние между головным британским «Лайоном» и идущим концевым в германском строю «Блюхером» было около 25 000 ярдов (22,86 км). Это на 3000 ярдов (2 700 м) превышало дальность эффективной стрельбы орудий «Лайона». Но для британских крейсеров догнать более медленные германские было делом времени. Битти спустился позавтракать, а когда он вернулся, к 8:30 расстояние было уже 22 000 ярдов (20,2 км). Первый пристрелочный выстрел был сделан орудием «Лайона» из башни «В» в 8:52, когда расстояние было уже порядка 100 каб. Снаряд лёг недолётом. «Лайон» продолжил огонь из двух башен. В 9:00 пристрелочный залп по «Блюхеру» дал и «Тайгер». В 9:05, после нескольких пристрелочных залпов, Битти отдал приказ вступить в бой и открыть огонь. В это же время германские крейсера перестроились в строй пеленга, чтобы иметь возможность отвечать противнику правым бортом. Они шли курсом на юго-восток, на Гельголандскую бухту. С севера на юг это были «Блюхер», «Дерфлингер», «Мольтке» и «Зейдлиц».

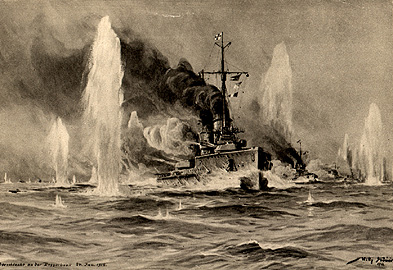
Немецкий линейный крейсер в бою. Рисунок Вилли Штёвера

«Принцесс Ройал» открыла огонь в 9:07. Огонь британских крейсеров был первоначально сосредоточен на «Блюхере». В начале боя из-за меньшего калибра и ограниченного угла возвышения орудий германские крейсера не могли отвечать противнику, но вскоре и они вступили в бой. Первым в 9:09 открыл ответный огонь «Дерфлингер», за ним «Блюхер» в 9:18, «Зейдлиц» в 9:19 и «Мольтке» в 9:20. В начале боя германские крейсера вели огонь преимущественно по «Лайону», так как он был хорошо виден.
В 9:09 «Лайон» добился первого попадания в корму «Блюхера», не причинившего значительных повреждений. В 9:14 «Лайон» перенёс свой огонь на «Дерфлингер». Вскоре и сосредоточенный огонь германских крейсеров по «Лайону» дал о себе знать. Около 9:21 снаряд пробил борт ниже ватерлинии, и была затоплена одна из угольных ям. Через несколько минут флагман Битти получил такое же попадание. К этому времени к обстрелу «Блюхера» присоединился «Нью Зиленд». Битти решил рассредоточить огонь по германским кораблям. В 9:35 британские линейные крейсера получили приказ взять под обстрел соответствующие своим номерам в строю германские корабли. Но капитан «Тайгера» ошибочно полагал, что обстрел «Блюхера» ведёт и «Индомитебл», а «Нью Зиленд» перенесёт свой огонь на «Дерфлингер», «Принцесс Ройал» же будет обстреливать «Мольтке». Поэтому он решил обстреливать «Зейдлиц». Это решение было ошибочным, так как «Блюхер» был все ещё вне зоны огня «Индомитебла», и в результате «Мольтке» оказался не под обстрелом, что положительно сказалось на его стрельбе. Вдобавок стрельба «Тайгера» по «Зейдлицу» была непродолжительной, так как германский флагман скрыли от него клубы дыма.
В 9:43 снаряд с «Лайона» нанес тяжёлые повреждения «Зейдлицу». 343-мм снаряд попал в корму, прошёл через кают-компанию и пробил барбет кормовой 280-мм башни. Осколки снаряда и брони попали в рабочее отделение башни и воспламенили находившиеся там пороховые заряды. Команда перегрузочного отделения, по всей видимости, попыталась спастись и открыла бронедверь в подбашенное отделение соседней башни. Огонь охватил находившиеся там заряды, убив 165 находившихся в башнях людей, и огромный столб огня поднялся над кормой германского флагмана. Пламенем были охвачены около 6 тонн пороха. Взрыва погребов удалось избежать благодаря мужеству трюмного старшины Вильгельма Хайдкампа (англ. Wilhelm Heidkamp), который голыми руками открыл раскалённые вентили затопления погребов. Думая, что корабль вот-вот взорвётся, старший артиллерист приказал открыть частый огонь, и «Зейдлиц» давал полузалпы каждые 10 секунд, превысив паспортную скорострельность. Около 10 часов Хиппер сообщил по радио, что нуждается в немедленной поддержке. Германские линейные корабли вскоре вышли ему на помощь, но оказать её уже не успевали.
В 9:40 германские миноносцы, державшиеся с правого борта линейных крейсеров в голове колонны, производили перестроение, переходя в хвост колонны. Битти расценил это как попытку атаки и приказал своим эсминцам, державшимся по левому борту, выдвинуться вперёд. Но скорость линейных крейсеров была велика, и миноносцы не могли их обогнать. Поэтому Тирвит отдал приказ наиболее быстроходным эсминцам типа «М» выдвинуться в голову колонны самостоятельно. Линейные крейсера, избегая атаки, отвернули на два румба (22,50°) в сторону. Атаки не произошло, и артиллерийская дуэль продолжилась. Битти приказал снизить скорость до 24 узлов, чтобы подтянуть строй. Вследствие этого и поворота дистанция до германских кораблей начала расти. Пытавшиеся выйти вперёд эсминцы, форсируя ход, заволокли всё дымом, так что противники на какое-то время потеряли друг друга из видимости. Битти отдал приказ увеличить скорость.
Тем временем «Лайон» продолжал получать попадания. В 9:45 срикошетировавший об воду 280-мм снаряд с «Мольтке» с дистанции 88 каб. (16,3 км) пробил 127-мм броню в носовой части, и осколки попали в погреб 102-мм снарядов, чуть было не воспламенив его. При этом был затоплен отсек распределительного щита, и произошло замыкание двух из трёх динамо-машин. В 9:54 снаряд с «Блюхера» вогнул крышу носовой башни, так что на несколько минут левое орудие вышло из строя. В 10:18 в «Лайон» почти одновременно попали два снаряда с такой силой, что показалось, что корабль торпедирован. Один снаряд попал в носовую часть, пробив 127-мм броню, затопив торпедный отсек и несколько смежных. Но более тяжёлым оказалось с виду небольшое повреждение паропровода шпиля. Через него во вспомогательный холодильник попала морская вода, и произошло постепенное засоление воды в котлах. Из-за этого в конечном счёте потом пришлось остановить турбину правого борта. Второй снаряд, не пробив 152-мм брони, вдавил броневые плиты левого борта, что привело к разрыву борта и затоплению в нескольких местах угольных ям в носу. «Лайон», чтобы сбить прицел германским кораблям, пошёл зигзагом.
Среди германских кораблей особенно сильно пострадали «Зейдлиц» и «Блюхер». Победа казалась близка, поэтому в 10:22, невзирая на повреждения, Битти приказал перестроиться в строй пеленга курсом на северо-северо-запад и дать самый полный ход.

### Уничтожение «Блюхера»

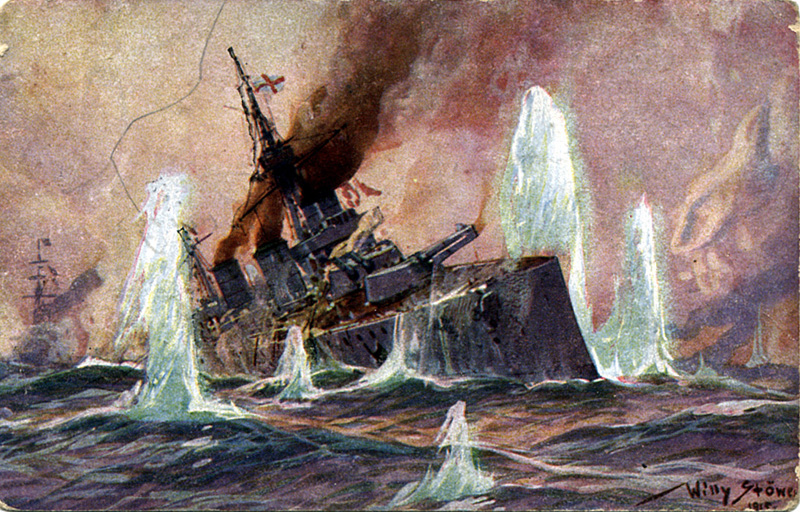
Повреждённый «Лайон». Рисунок Вилли Штёвера

В 10:16 «Блюхер» отразил атаку приблизившихся к нему британских крейсеров и эсминцев. Но в 10:30 его судьба была окончательно решена. 343-мм снаряд с «Принцесс Ройал» попал в «ахиллесову пяту» германского крейсера — длинный горизонтальный проход под броневой палубой, по которому происходила подача боезапаса в бортовые башни главного калибра. Разрыв снаряда воспламенил находившиеся там 35—40 зарядов. Пламя охватило переднюю пару бортовых башен, уничтожив всех там находившихся. В этом проходе находились также основные коммуникации, поэтому корабль потерял рулевое управление, машинный телеграф и управление артиллерийским огнём. В результате взрыва последовало и повреждение паропровода 3-го котельного отделения, и скорость крейсера резко упала до 17 узлов. Британское соединение стало быстро нагонять отставший от германской колонны крейсер.
Но теперь судьба улыбнулась уже германской эскадре. В 10:41 у барбета носовой башни «Лайона» разорвался 280-мм снаряд, и его осколки попали в пороховой погреб, вызвав лёгкий пожар. Его быстро затушили, затопив погреб. К 10:51 флагман Битти получил девять попаданий, крен достиг 10° на левый борт. Была остановлена турбина левого борта, и ход корабля упал до 15 узлов. Была затоплена последняя динамо-машина, и крейсер потерял радиосвязь, перейдя на флажные сигналы. К этому моменту управление начало ускользать из рук Битти. В 10:54 на «Лайоне» ошибочно увидели перископ подводной лодки, и Битти отдал приказ повернуть «всем вдруг» на 8 румбов (90°). Курс британской эскадры должен был пересечь курс германской, и Битти понял, что если не повернуть резко вправо, то германские крейсера могут уйти в отрыв. Был поднят сигнал «Курс северо-восток». К этому моменту «Лайон» вывалился влево из британской колонны, и его стал обгонять «Тайгер». Желая довершить начатое, Битти в 11:05 поднял сигнал «Атаковать хвост колонны противника». Потерявший управление «Блюхер» начал описывать циркуляцию, и Битти, побоявшись, что внимание оставшихся крейсеров будет отвлечено на него, в 11:07 поднял сигнал «Сблизиться с неприятелем».
Около 11:00 Хиппер решил оказать помощь «Блюхеру». Миноносцы получили приказ произвести атаку, а линейные крейсера повернули на юг, попытавшись помочь своим огнём отставшему собрату. Но к этому времени Хиппер рассмотрел, что британские крейсера отклонились вправо. «Зейдлиц» был сильно повреждён, к тому же на нём заканчивались снаряды. Помощи от своих линейных кораблей в скором времени ожидать не следовало. Поэтому германский адмирал решил использовать увеличение расстояния и выйти из боя, оставив «Блюхер» на добивание британским крейсерам. Он развернулся обратно на юго-восточный курс, и к 11:16 германские крейсера вышли из зоны обстрела и прекратили огонь.
Тем временем в британском командовании наступила неразбериха. Ни капитан «Тайгера» Пелли, ни принявший командование британским соединением адмирал Мур на «Нью Зиленд» не заметили третьего сигнала Битти. Мур также не знал о подводной лодке — причине поворота на северо-восток. При этом сигнал «Курс на северо-восток» на «Лайоне» не был опущен. В итоге и Мур, и Пелли ошибочно увидели сигнал «Атаковать хвост колонны противника курсом на северо-восток», это было направление на «Блюхер». Мур, не проявив инициативы, принялся исполнять сигнал своего флагмана так, как он его понял. Британские корабли сосредоточили свой огонь на «Блюхере».
Хотя «Блюхер» показал чудеса непотопляемости, бой был неравным, и британское соединение без особого труда расправилось с ним. Под огнём линейных крейсеров «Блюхер» окончательно потерял ход. Лёгкие крейсера Гуденафа и Тирвита расстреливали его с малой дистанции, а эсминцы пытались выйти в торпедную атаку. «Блюхер», продолжая вести огонь из двух оставшихся башен главного калибра, смог в 11:20 попасть в пытавшийся выйти в атаку эсминец «Метеор», выведя его из строя. Но это уже никак не меняло ход дела. В 11:45 Тирвит передал, что, по-видимому, «Блюхер» сдаётся. Германские линейные крейсера были уже в 12 милях и уходили 25-узловым ходом. К 11:52 Мур, поняв, что догонять их бессмысленно, приказал прекратить огонь и лечь курсом на северо-запад, предоставив лёгким крейсерам и эсминцам право добить «Блюхер». После нескольких попаданий торпед, в 12:10 «Блюхер» лёг на левый борт и перевернулся. Продержавшись над водой несколько минут кверху килем, в 12:13 он пошёл на дно в точке с координатами 54°20′ с. ш. 5°43′ в. д. на расстоянии около 40 миль от голландского побережья. Британскими кораблями был подобран из воды 281 моряк. Подобрать из воды всех не удалось, так как операция по спасению была прервана из-за атаки германского патрульного самолёта.
Тем временем Битти пересел на эсминец «Эттек» и попытался догнать линейные крейсера. К 12:00 он встретил их, идущими навстречу. Поднявшись на борт «Принцесс Ройал», он узнал о произошедшем, но поменять что-либо было уже поздно. Поняв, что германские линейные крейсера ушли, Битти сосредоточился на том, чтобы оказать поддержку повреждённому «Лайону». В 3:30 «Лайон» окончательно потерял ход и был взят на буксир «Индомитеблом». Чтобы обезопасить буксировку, их прикрывали лёгкие крейсера и эсминцы. С рассветом 26 января «Лайон» был благополучно отбуксирован в Ферт-оф-Форт.

## Итоги
За время боя среди британских тяжёлых кораблей получили значительные повреждения «Лайон» и «Тайгер». Британцы считали, что они сильно повредили германские линейные крейсера «Зейдлиц» и «Дерфлингер». И если насчёт «Зейдлица» они были правы, то «Дерфлингер» практически не получил повреждений.
«Лайон» выпустил за время боя 243 343-мм бронебойных снаряда, добившись по одному попаданию в «Блюхер», «Дерфлингер» и двух попаданий в «Зейдлиц». Стрельба в основном велась на дистанции около 16 000 ярдов (14,6 км) сначала по «Блюхеру», затем по «Дерфлингеру» и в конце боя по «Зейдлицу». Ещё 54 102-мм снаряда были выпущены по миноносцам, но без видимых результатов. Германские крейсера обстреливали в основном шедший головным «Лайон», поэтому он получил наибольшее количество попаданий. По этой же причине выделить попадания в него отдельных германских кораблей затруднительно. В «Лайон» попало 15 280-мм или 305-мм снарядов и один 210-мм с «Блюхера». Девять попаданий он получил с правого борта и ещё семь в левый, когда вывалился из строя в конце боя. С 5 по 26 июня он проходил срочный ремонт в Росайте. Затем на верфи Армстронга на Тайне с 27 июня по 8 июля он проходил ремонт бронирования, в течение которого была демонтирована башня «Q». Завершение ремонта прошло с 8 по 20 июля в Росайте, но «Лайон» оставался с тремя башнями, пока башня «Q» не была окончательно смонтирована на верфи Армстронга с 6 по 23 сентября.
«Тайгер» за время боя выпустил 355 343-мм снарядов — 249 бронебойных, 54 полубронебойных и 52 фугасных. Его целями были «Блюхер», «Зейдлиц» и «Дерфлингер». Несмотря на то, что он был единственным среди участвовавших в бою кораблей, оборудованным приборами центральной наводки, он добился весьма скромных результатов. Возможно, это было связано с тем, что система ещё не была окончательно готова, так как во время боя на его борту все ещё находились бригады рабочих, заканчивавших монтаж систем. Выделить его попадания в «Блюхер» затруднительно, но он добился как минимум по одному попаданию в «Зейдлиц» и «Дерфлингер» в начале боя. Ещё им были выпущены 268 152-мм снарядов, в основном в «Блюхер», и небольшое количество в германские миноносцы. По «Блюхеру» он выпустил также две 533-мм торпеды, одна из которых, возможно, попала в цель. В концовке боя огонь германских кораблей был сосредоточен на «Тайгере», и он получил шесть попаданий — одно из них с «Блюхера» и ещё пять 280-мм или 305-мм снарядами, идентифицировать которые затруднительно.
«Принцесс Ройал» выпустила за время боя 176 бронебойных, 95 фугасных и два шрапнельных 343-мм снаряда по дирижаблю L-5. Её целями были «Блюхер» и «Дерфлингер», несколько выстрелов было сделано также по миноносцу V5. В начальной фазе боя «Принцесс Ройал» добилась по меньшей мере двух попаданий в «Блюхер», одно из которых стало для германского крейсера решающим. Одно попадание было зафиксировано в «Дерфлингер». Попаданий в «Принцесс Ройал» в течение боя не было.
«Нью Зиленд» открыл огонь через 43 минуты после «Лайона». В течение последующих 55 минут сведений о его попаданиях в германские корабли нет. Как уже отмечалось, подсчитать попадания «Нью Зиленда» в «Блюхер» в конечной части боя не представляется возможным. За время боя он выпустил восемь полубронебойных и 139 фугасных снарядов. Попаданий в «Нью Зиленд» не зафиксировано.
«Индомитебл» открыл огонь только через 113 минут после «Лайона» и вёл огонь только по «Блюхеру» в конечной фазе боя. Приблизительно за час стрельбы «Индомитебл» выпустил 40 бронебойных, 15 полубронебойных и 79 фугасных снарядов. Ещё два шрапнельных снаряда были выпущены по дирижаблю L5. Крейсер получил один рикошет 210-мм снаряда с «Блюхера», не повлёкший за собой разрушений и жертв.
| Бой главных сил  | Бой главных сил    | Бой главных сил            | Бой главных сил   | Бой главных сил         |
| Корабль          | Получено попаданий | Выпущено снарядов, калибра | Сделано попаданий | Вес бортового залпа, кг |
| ---------------- | ------------------ | -------------------------- | ----------------- | ----------------------- |
| «Лайон»          | 16                 | 243 343-мм                 | 4                 | 4990                    |
| «Тайгер»         | 6                  | 355 343-мм                 | 2                 | 5080                    |
| «Принцесс Ройал» | 0                  | 273 343-мм                 | 3                 | 4536                    |
| «Нью Зиленд»     | 0                  | 147 305-мм                 | 0                 | 3084                    |
| «Индомитебл»     | 1                  | 134 305-мм                 | 0                 | 3084                    |
| Итого            | 23                 | 1152                       | 9                 | 20 774                  |
| «Зейдлиц»        | 3                  | 390 280-мм                 | 8?                | 2994                    |
| «Мольтке»        | 0                  | 276 280-мм                 | 8—9               | 2994                    |
| «Дерфлингер»     | 3                  | 319 305-мм                 |                   | 3102                    |
| «Блюхер»         | 70—100 + 7 Т       | ~300 210-мм                | 2                 | 998                     |
| Итого            | 76—106             | ~1285                      | 22                | 10 106                  |

1. 1 2  По данным Campbell. Battlecruisers.
2. ↑  Для британских кораблей не указаны попадания в «Блюхер» в финальной части боя.

В течение боя германские крейсера в основном вели сосредоточенный огонь по головному кораблю британской колонны. Поэтому выделить попадания конкретных германских кораблей из их общего количества затруднительно. Сначала огонь вёлся по идущему головным «Лайону», а после того, как его сменил «Тайгер», по нему. Огонь германских кораблей в начальной фазе был более точным, чем у британских. Все вместе они добились 22 попаданий. Немцы считали, что потопили головной корабль британской колонны — «Лайон», что не соответствовало действительности.
«Зейдлиц» за время боя выпустил 390 бронебойных 280-мм снарядов, в основном по «Лайону», а в концовке боя и по «Тайгеру». Выделить его попадания затруднительно, но предположительно их было восемь из 22. В течение боя в «Зейдлиц» было три попадания. Первое, с «Тайгера», было в носовую часть и не причинило значительных повреждений. Наиболее разрушительные последствия были после второго попадания, причинённого «Лайоном». Снаряд попал в палубу в кормовой части крейсера, прошёл через кают-компанию и пробил барбет кормовой башни. В результате последовавшего пожара и возгорания боевых зарядов сгорели обе кормовые башни. Третий снаряд, с «Лайона», попал в главный броневой пояс в районе миделя, но также без эффекта. На «Зейдлице» погибло 159 человек, ещё 33 получили ранения. Ремонт проводился в Вильгельмсхафене, и 1 апреля крейсер вступил в строй.
«Мольтке» короткое время обстреливал «Тайгер», затем идущий головным «Лайон». После того как головным стал «Тайгер», «Мольтке» вновь стрелял по нему. Выделить попадания германских крейсеров затруднительно, но предположительно он добился восьми—девяти попаданий. «Мольтке» выпустил 276 бронебойных снарядов, по большей части с дистанции 16—18 тысяч ярдов (14,6—16,5 км). Он успел выпустить в эсминцы 14 150-мм снарядов на дистанции 13—14 тысяч ярдов (11—12,8 км). В течение боя по нему практически никто не стрелял, и попаданий не зафиксировано.
«Дерфлингер» шёл в германской боевой линии третьим, и ему сильно мешал дым от идущих впереди кораблей. Поэтому его результаты были гораздо скромнее, чем могли быть. Он обстреливал «Лайон», «Тайгер» и «Принцесс Ройал», добившись примерно пяти—шести попаданий. За время боя он выпустил 234 бронебойных и 76 фугасных 305-мм снарядов. Он без видимых результатов выпустил 86 150-мм и пять 88-мм снарядов, в основном по британским лёгким крейсерам. В течение боя он получил три попадания — по одному близкому разрыву с «Лайона» и «Принцесс Ройал», причинившим незначительные повреждения корпусу, и одно попадание с «Тайгера» в стык плит 305-мм бронепояса, вызвавшее лёгкие повреждения и небольшое затопление ряда отсеков. Повреждения были незначительными, потерь среди экипажа не было, и после непродолжительного ремонта «Дерфлингер» вошёл в строй 17 февраля.
Шедший концевым «Блюхер» получил наибольшее количество попаданий среди германских кораблей. Роковое попадание в броневую палубу с последующим выходом из строя машинной установки могло вывести из строя и любой из линейных крейсеров, потому что на кораблях того времени при большом расстоянии боя и, соответственно, большом угле падения снарядов надёжной защиты из-за недостаточной толщины палуб не было. «Блюхер» проявил удивительную живучесть, выдержав от 70 до 100 попаданий снарядов и около семи торпедных попаданий. Сам «Блюхер» добился по одному попаданию в «Лайон», «Тайгер» и эсминец «Метеор». К концу боя из 210-мм башен действовала только кормовая, но всё время «Блюхер» не прекращал огня. Британские моряки высоко оценили мужество экипажа, отдавая должное его стойкости. Вместе со своим кораблём погибли 23 офицера и 724 моряка и старшины. После боя от ран и переохлаждения скончался ещё 21 человек, включая капитана Эрдмана, тем самым доведя число погибших до 768 человек.
| Потери экипажей | Потери экипажей | Потери экипажей | Потери экипажей | Потери экипажей |
| Корабль         | Попаданий       | Убитые          | Раненые         | Пленные         |
| --------------- | --------------- | --------------- | --------------- | --------------- |
| «Лайон»         | 16              | 0               | 17              |                 |
| «Тайгер»        | 6               | 10              | 11              |                 |
| «Индомитебл»    | 1               | 0               | 0               |                 |
| «Аурора»        | 3               | 0               | 0               |                 |
| «Метеор»        | 1               | 4               | 1               |                 |
| Итого           | 27              | 14              | 29              |                 |
| «Зейдлиц»       | 3               | 159             | 33              |                 |
| «Дерфлингер»    | 3               | 0               | 0               |                 |
| «Блюхер»        | 70—100          | 792             | 45              | 189             |
| «Кольберг»      | 2               | 3               | 2               |                 |
| Итого           | 78—108          | 954             | 80              | 189             |

Для Великобритании
Бой мало что изменил в стратегической расстановке сил. Гибель «Блюхера» лишь подтвердила ошибочность использования броненосного крейсера в одном строю с линейными крейсерами. Первый лорд адмирал Фишер не скрывал своего недовольства. Он считал, что британцы должны были «всех потопить». Англичане хотя и вышли победителями в бою, но могли бы добиться гораздо лучших результатов, если бы Битти не потерял управление эскадрой в критический момент: скорость немецкой эскадры была на 2 узла ниже английской, английские линейные крейсера (кроме «Лайона») были способны продолжать бой и, скорее всего, добились бы уничтожения и других немецких кораблей. Но адмирал Мур, когда к нему перешло командование, совершенно не понял ситуацию и прекратил преследование, так как привык во всём повиноваться приказам командования, а когда их не стало — растерялся вместо того, чтобы проявить инициативу. За это он был переведён командовать 9-й эскадрой крейсеров, базировавшейся на Канарских островах.
Британцы, имевшие громадное табличное преимущество в весе бортового залпа, не реализовали свои возможности в бою. Два последних крейсера в британской колонне значительно отстали, и поэтому огонь вели в основном три головных. Германские корабли имели лучшее бронирование, а германские орудия, несмотря на меньший калибр, оказались достаточно мощными для пробития тонкой брони британских линейных крейсеров и к тому же были более скорострельными. Результаты стрельбы немцев оказались гораздо лучше, чем у британцев. До момента расстрела «Блюхера» британцы добились всего лишь шести попаданий, что составляло менее 1 % от выпущенных на тот момент снарядов. Немцы же добились 14 попаданий, что составило около 1,5 % от общего числа выстрелов. По британским данным, хуже всех стрелял «Тайгер», единственный среди кораблей, принявших участие в бою, оснащённый приборами центральной наводки. Фишер назвал стрельбу «Тайгера» «предательски плохой», сняв за это с поста старшего артиллериста крейсера.
Вместе с тем серьёзным ошибкам в сигналах не придали должного значения. Британцы обратили внимание также на уязвимость башен главного калибра от взрывов боезапаса, но, в отличие от немцев, не сделали ничего в этом направлении.
По результатам боя 23 марта Джеллико написал Битти, что немцы, возможно, попытаются увлечь его в ловушку в Гельголандской бухте, подведя линейные крейсера под огонь своих дредноутов, и порекомендовал быть осторожным. Но прошло больше года, прежде чем немцы в ходе Ютландского сражения реализовали эту возможность. Во время этого сражения также проявились недостатки в передаче сигналов, малоинициативность младших флагманов и низкая точность стрельбы линейных крейсеров, а недостаточная защищённость и проблемы со взрывоопасностью кордита привели к гибели трёх линейных крейсеров в результате взрыва боезапаса.
После сражения у Доггер-банки Джеллико передвинул 5-ю эскадру линкоров на юг, в Кромарти, а силы Битти в Росайте были увеличены до семи линейных крейсеров и трёх эскадр лёгких.
Для Германии
Пожар в кормовых башнях «Зейдлица» вынудил немцев создать специальную комиссию, расследовавшую причины происшествия. Комиссия установила, что рабочее отделение между пороховыми погребами и башней, где происходит перегрузка пороховых полузарядов с одного элеватора на другой, представляет собой потенциальную опасность. Этот вывод опровергал точку зрения, господствовавшую на тот момент в мировом кораблестроении. Так, если ещё в конце XIX века на кораблях подача зарядов осуществлялась элеватором напрямую из погреба в башню, а элеватор перекрывался специальными заслонками, чтобы избежать взрыва погреба при пожаре в башне, то уже в начале XX века специалисты считали, что под башней должно быть организовано специальное рабочее отделение, в которое осуществлялась бы подача боезарядов из погребов, а уже оттуда их подавали бы в боевое отделение башни. Считалось, что подобная конструкция обеспечивает лучшую защиту от взрыва. Впервые такую схему подачи внедрили на британском броненосце «Формидебл». Британские кораблестроители являлись «законодателями моды», и потому подобные изменения были внесены и на других флотах. Германская комиссия пришла к выводу, что рабочее отделение защищено от снарядов хуже бронированной башни, и рекомендовала исключить его из конструкции новых кораблей. На уже построенных кораблях было предложено снабдить шахты снарядного и порохового элеваторов автоматически закрывающимися дверями, а подачу зарядов по элеваторам осуществлять в огнестойких пеналах. Двери, связывающие погреба соседних башен, рекомендовалось запирать на замок, а ключи держать у командира башни. Приказ открыть дверь должен был отдаваться только в случае израсходования боезапаса и необходимости получить его из соседнего погреба. Рекомендованные мероприятия были проведены на находящихся в строю линейных кораблях, а на строящихся линейном крейсере «Гинденбург» и линейных кораблях типа «Байерн» рабочие отделения башен убрали вовсе, доведя элеваторы подачи снарядов и зарядов до боевого отделения. Предпринятые меры не защитили башни германских линкоров от пожаров, однако, в отличие от британских кораблей, позволили избежать взрывов боезапаса в ходе Ютландского сражения.
Ещё одним итогом боя стало усовершенствование дальномеров, направленное на улучшение точности стрельбы на дальние дистанции.
С другой стороны, немцы так и не смогли понять, что их радиопереговоры расшифровываются. Хотя фон Ингеноль и высказал предположение о том, что англичане знали о походе Хиппера, он считал это делом рук британских шпионов. Но это предположение не повлияло на решение о его отставке. Кроме гибели «Блюхера», в вину ему был поставлен и упущенный шанс разбить часть британского флота во время набега на Хартлпул. На место фон Ингеноля был назначен Гуго фон Поль, и Вильгельм II на всякий случай запретил флоту выходить в море без его личного разрешения далее чем на 100 миль.

## Память
Имя «Блюхер» получил заложенный в 1936 году тяжёлый крейсер типа «Адмирал Хиппер». Крейсер вступил в строй в самом начале Второй мировой войны и был потоплен норвежскими береговыми батареями при попытке высадить десант в Осло во время проведения операции «Везерюбунг».
В честь старшины Вильгельма Хайдкампа, затопившего кормовые погреба «Зейдлица», был назван заложенный 14 декабря 1937 года в Киле эскадренный миноносец Z-21.

## Комментарии
1. ↑  Разночтение по источнику. На странице 214 в составе сил дан S 29, однако этот миноносец типа «1886 года», и в 1910 году был переклассифицирован в тральщик Т 29. В таблице на странице 262 указано, что в составе 18-й полуфлотилии был V 29, что более вероятно.
2. ↑  Благодаря усилиям адмирала Фишера в английском флоте появились четыре сходных по внешнему виду и характеристикам линейных крейсера с 343-мм орудиями — «Лайон» («Лев»), «Принцесс Ройал», «Куин Мэри» и «Тайгер» («Тигр»). В английском флоте за ними закрепилось собирательное название «кошки».
3. ↑  Линейные корабли встретились с соединением Хиппера только в 14:30, когда бой уже давно закончился.
4. ↑  По данным германских источников, в этом районе 24 января не могло быть германских подводных лодок.